# Engelbert Baumeister (Kunsthistoriker)
Engelbert Baumeister (* 18. März 1880 in Berlin; † 15. April 1965 in München) war ein deutscher Kunsthistoriker.
Engelbert Baumeister, Sohn des Augenarztes Eduard Baumeister, legte sein Abitur im Jahr 1899 am Gymnasium in Bromberg ab. 1899 bis 1901 studierte er in Freiburg, München und Berlin und unterbrach danach sein Studium für einen mehrjährigen Landaufenthalt und die Ableistung des Militärdienstes. Im Juni 1906 wurde er bei Berthold Riehl in München promoviert.
Am 3. Februar 1908 begann er seine Tätigkeit in der Graphischen Sammlung in München, zunächst als unbesoldeter wissenschaftlicher Hilfsarbeiter, ab 1920 als Assistent, später als Konservator, ab 1937 als Hauptkonservator. Juni 1937 beantragte er die Aufnahme in die NSDAP und wurde rückwirkend zum 1. Mai desselben Jahres aufgenommen (Mitgliedsnummer 5.095.050). Als ehemaliges Parteimitglied war er 1945 kurzzeitig freigestellt, konnte nach der Entnazifizierung seine Tätigkeit jedoch wieder aufnehmen. Zum 30. April 1948 trat er in den Ruhestand.
Er beschäftigte sich vor allem mit der Graphik, Einblattdrucken und Zeichnungen altdeutscher Meister, aber auch etwa der Gebrüdern Asam.

## Veröffentlichungen (Auswahl)
- Rokoko-Kirchen Oberbayerns (= Studien zur deutschen Kunstgeschichte 92). Heitz, Straßburg 1907 (Dissertation, Digitalisat).
- Formschnitte des fünfzehnten Jahrhunderts in den Sammlungen des Fürstlichen Hauses Oettingen-Wallerstein zu Maihingen. 2 Bände (= Einblattdrucke des fünfzehnten Jahrhunderts 40; 52). Heitz, Straßburg 1913, 1920.
- Veit Stoss. Nachbildungen seiner Kupferstiche. Cassirer, Berlin 1913.
- Formschnitte des XV. Jahrhunderts in der Universitätsbibliothek zu München (= Einblattdrucke des fünfzehnten Jahrhunderts 51). Heitz, Straßburg 1920.
- Zeichnungen alter Meister im fürstl. Fürstenbergischen Kupferstichkabinett zu Donaueschingen. H. Schmidt, München 1920.